# Мядельские озёра
Мя́дельские озёра (бел. Мядзельскія азёры) — группа озёр в Мядельском районе Минской области Белоруссии.
Площадь озёр — около 20 км², крупнейшнее из них — Мядель (16,2 км²), остальные не превышают 1 км². Озёра связаны мелкими протоками. За исключением озера Кузьмичи, все они входят в бассейн реки Мяделки.
Берега малых озёр сильно зарастают тростником и камышом.
В группу Мядельских озёр входят следующие водоёмы:
- Мядель
- Рудаково
- Кузьмичи[К 1]
- Волчино
- Лотвины
- Россохи
- Ходосы
- Княгининское
- Черток
- Барсуки
- Теляковское
- Репяховское

На озере Мядель и некоторых малых озёрах расположены зоны отдыха, проложены туристические маршруты.
Мядельская группа озёр входит в территорию национального парка «Нарочанский».